# USST 488
L’USST 488 est un petit remorqueur portuaire et côtier qui a d'abord servi pour l'United States Army d'octobre 1944 à 1946 dans le port du Havre . Après une carrière civile au port autonome du Havre jusqu'à la fin des années 1980. Il est devenu en 1994 un bateau musée sur le bassin Vauban, face au Musée maritime et a été classé au titre objet des monuments historiques en 1997.

## Caractéristiques
La coque et les superstructures de ce type de petit remorqueur sont en tôles d'acier soudées. Il est propulsé par un moteur Diesel de 700 ch à 350 tr/min et sa force de traction n'est que de 6 tonnes. Pour la manutention, il est équipé d'un treuil sur le pont avant et d'un cabestan de tonnage sur la plage arrière.
L'équipage de ce remorqueur était de 6 hommes en temps de paix (1 commandant, 1 chef mécanicien, 3 matelots et 1 graisseur) mais montait à 11 en temps de guerre. L'équipage logeait sous la timonerie où il y avait aussi la cuisine et les sanitaires. La cabine du commandant se trouvait derrière la timonerie.

## Histoire

### Sous le nomUSST 488
L’USST 488 est un remorqueur portuaire et côtier construit en 1944 par le chantier J.K. Welding & Co de Brooklyn (New York)  pour les forces armées américaines. U.S.S.T. est l'abréviation de United States Small Tug (« Petit remorqueur »). C'est remorqueur de type 327-A Small Tug.
Il est mis en service le 5 juillet 1944 et est envoyé au Écosse à bord d'un cargo. Il traverse ensuite la Manche au sein d'un convoi pour rallier le 9 octobre 1944 Le Havre et intégrer le 16e groupe portuaire de l'US Navy. La ville et le port viennent d'être libérés par les Alliés mais sont détruits à plus de 80 %. Jusqu'en 1946, le remorqueur est utilisé au port du Havre pour les opérations de remorquage, d'appareillage et d'accostage des navires de guerre et de transport américains.

### Sous le nom deST 8
En 1947, il est vendu dans le cadre du plan Marshall avec quatre autres remorqueurs du même type au port autonome du Havre par l'United States Customs Service, le service des Douanes américain. Il prendra le nom de ST 8 et sera utilisé jusqu'en 1989.
Désarmé cette même année, il est alors abandonné le long d'un quai. Il est sauvé du démantèlement en 1993 et le port autonome du Havre l'offre au Musée maritime. L'Association remorqueur USST 488, créée en 1994, en assure la restauration, en concertation avec le Musée maritime.
Ce navire reste le témoin de la construction navale américaine du milieu du XXe siècle. Ce petit remorqueur est le seul survivant en France  de la gigantesque flotte que les Alliés ont construite et utilisée pendant la Seconde Guerre mondiale pour leurs opérations navales en Europe.
Le remorqueur est visible, sur le quai Renaud, à côté du bateau-feu Havre III, et est ouvert à la visite lors des journées du patrimoine.